# Louresse-Rochemenier
Louresse-Rochemenier é uma comuna francesa na região administrativa da Pays de la Loire, no departamento de Maine-et-Loire. Estende-se por uma área de 25,82 km². Em 2010 a comuna tinha 888 habitantes (densidade: 34,4 hab./km²).